# آرآرآر (فیلم)
آرآرآر (به انگلیسی: RRR) یا قیام غرش انقلاب 
(به تلوگویی: Roudram Ranam Rudhiram) یک فیلم اکشن درام حماسی هندی به زبان تلوگو محصول ۲۰۲۲ به کارگردانی اس. اس. راجامولی است که فیلم را با ویجایندرا پراساد نوشته‌است و توسط دی‌وی‌وی انترتینمنت تولید شده‌است. در این فیلم ان.تی راما رائو جونیور، رام چاران، اجی دیوگن، آلیا بات، شریا سارن، ساموتیراکانی، ری استیونسون، آلیسون دودی و اولیویا موریس ایفای نقش می‌کنند. این یک داستان تخیلی در مورد دو انقلابی واقعی از کشور هند با نام‌های آلوری سیتاراما راجو (چاران) و کومارام بیم (راما رائو) است و مبارزهٔ آنها با راج بریتانیا را به تصویر می‌کشد. داستان در سال ۱۹۲۰ اتفاق می‌افتد، این طرح به بررسی دوره غیرمستند زندگی آنها می‌پردازد، زمانی که هر دو انقلابی تصمیم گرفتند پیش از شروع مبارزه برای کشورشان، به فراموشی سپرده شوند.
راجامولی با مطالعهٔ داستان‌های زندگی راما راجو و بیم، هم‌رویدادهای این داستان‌ها را به هم ربط داده و تصور کرد که اگر آنها با هم آشنا می‌شدند و با هم دوست می‌بودند چه اتفاقی می‌افتاد. این فیلم به‌طور رسمی در مارس ۲۰۱۸ معرفی شد. تصویربرداری اصلی در نوامبر ۲۰۱۸ در حیدرآباد آغاز شد که به دلیل تاخیرهای ناشی از دنیاگیری کووید-۱۹ تا اوت ۲۰۲۱ ادامه یافت. این فیلم به‌طور گسترده در سرتاسر هند فیلمبرداری شد و چند سکانس در اوکراین و بلغارستان داشت. موسیقی متن و پس‌زمینه فیلم توسط ام. ام کیروانی با فیلمبرداری ک.ک. سنتیل کومار و تدوین ای. سریکار پراساد ساخته شده‌است. سابو سیریل طراح تولید فیلم است در حالی که وی. سرینیواس موهان بر جلوه‌های بصری نظارت داشت.
آرآرآر با بودجهٔ ۵۵۰ کرور (۷۲ میلیون دلار) پرهزینه‌ترین فیلم هندی در زمان اکرانش است. این فیلم ابتدا برای اکران در سینماها در ۳۰ ژوئیه ۲۰۲۰ برنامه‌ریزی شده بود که به دلیل تأخیر در تولید و دنیاگیری کووید-۱۹، بارها به تعویق افتاد. آرآرآر در ۲۵ مارس ۲۰۲۲ در سینما اکران شد و با ستایش منتقدان برای اجراها، به ویژه راما رائو و چاران، و فیلمنامه راجامولی، روبرو شد و با فروشی بالغ بر ۲۴۰ کرور (۳۱ میلیون دلار) در سراسر جهان در نخستین روز اکران، رکورد بالاترین فروش افتتاحیه برای یک فیلم هندی را شکست. این فیلم همچنین با پیشی‌گرفتن از فیلم قبلی باهوبالی ۲: فرجام به پرفروش‌ترین فیلم در بازار داخلی آندرا پرادش و تلانگانا تبدیل شد. این فیلم تاکنون ۱۵۰–۱۶۰ میلیون دلار در سراسر جهان فروش داشته‌است و چندین رکورد گیشه برای یک فیلم هندی را شکست، از جمله دومین فیلم پرفروش در هند و سومین فیلم هندی پرفروش، که کی.جی.اف: بخش ۲ در طول اکران خود از آن پیشی گرفت.

## داستان
در سال ۱۹۲۰، در زمان راج بریتانیا، اسکات بَکستون یک مدیر مستبد و همسر سادیستش کاترین از جنگلی در عادل‌آباد بازدید می‌کنند و در آنجا دختربچه‌ای با استعداد در آواز خواندن به نام «مالی» را از قبیلهٔ گوند می‌ربایند. کومارام بیم، محافظ قبیله، خشمگین از این عمل، به قصد نجات دختر، تحت پوشش مرد مسلمانی به نام اختر، به دهلی می‌رود. در جایی دیگر، نظامات حیدرآباد، طرفدار راج، به دفتر اسکات در مورد خطری قریب‌الوقوع هشدار می‌دهد. کاترین که دلسرد نشده، از آ. راما راجو، یک افسر جاه‌طلب در پلیس سلطنتی هند برای فرونشاندن این تهدید کمک می‌گیرد.
راجو و عمویش ونکاتسوارولو با شروع مأموریت جدید خود، به امید یافتن سرنخ‌هایی در چندین جنبش استقلال‌طلبی شرکت می‌کنند. نظرات او توجه لَچو، دستیار ساده‌لوح بیم را به او جلب می‌کند. راجو با حیله‌گری تلاش می‌کند تا وی را وارد نقشهٔ بیم کند، اما لَچو زمانی که هویت واقعی او را کشف می‌کند، فرار می‌کند. اندکی بعد، بیم و راجو هر دو با یکدیگر روبرو می‌شوند. غافل از هویت و مقاصد متضاد خود، این دو با هم متحد می‌شوند تا پسری را از یک سانحه ریلی نجات دهند که باعث ایجاد دوستی بین آن دو می‌شود.
با گذشت زمان، این دو به یکدیگر نزدیک‌تر می‌شوند. راجو متعاقباً به بیم در خواستگاری با جنی، خواهرزاده اسکات، کمک می‌کند، زیرا از قصد او برای نفوذ به محل اقامت اسکات بی‌خبر است. در حین شرکت در یک مهمانی برای جنی، بیم متوجه می‌شود که مالی در اسارت نگهداری می‌شود. او متعاقباً قول می‌دهد که او را آزاد کند. در همین حال، راجو از هویت و محل نگهداری لَچو مطلع می‌شود. او متعاقباً وی را دستگیر می‌کند. لَچو در حالی که راجو بازجویی می‌کند، یک مار براق نواری را برای حمله به او تشویق می‌کند؛ پس از آن او را از سرنوشت قریب‌الوقوعش هشدار می‌دهد و اینکه پادزهر را فقط گوندها دارند. راجو مات و مبهوت به بیم نزدیک می‌شود و بلافاصله مورد تداوی قرار می‌گیرد. با توجه به خصوصیات مذهبی مشابه بین لَچو و بیم، راجو قصد واقعی خود را استنباط می‌کند. بیم که هنوز از هویت پنهان راجو بی‌خبر است، هویت قبیله‌ای و مأموریت خود را فاش می‌کند. در مراسمی که به افتخار اسکات برگزار شده‌است، مردان بیم با کامیونی مملو از حیوانات وحشی به محل اقامت او می‌روند که باعث ایجاد آشفتگی در میان مهمانان می‌شود. حیوانات نگهبانان اسکات را به هم می‌ریزند و به بیم اجازه می‌دهند برای مدت کوتاهی بجنگد. با این حال، راجو از راه می‌رسد و متعاقباً قصد اسکات برای کشتن مالی را به او فاش می‌کند. او از روی تعهد تسلیم می‌شود.
پس از این حادثه، راجو به دلیل خنثی‌کردن بیم ترفیع می‌یابد، با این حال، او خود را غرق گناه در اعمالش می‌بیند، و پیشینه ملی‌گرایانه‌اش را به یاد می‌آورد و خود دیگرش را به عنوان یک خبرچین در پلیس به یاد می‌آورد. راجو در حین شلاق‌زنی عمومی بیم تلاش می‌کند تا او را متقاعد کند که از اعمال خود دست بکشد. اولی به جای آن شلاق‌زدن را انتخاب می‌کند. بیم با مقاومت در برابر جراحاتش، با سرکشی آواز می‌خواند، که جمعیتی را به شورش تحریک می‌کند. در پی این شورش راجو به بی‌پروایی اقدامات خود پی می‌برد. او که مصمم به نجات دوستش است، اسکات را متقاعد می‌کند تا بیم را مخفیانه اعدام کند و در عین حال کمینی برای نجات او آماده می‌کند. با این حال، اسکات طرح خود را استنباط می‌کند. راجو در حالی که موفق به نجات مالی از دست مردان اسکات می‌شود، به شدت مجروح می‌شود. بیم که به‌طور همزمان توانسته بود خود را آزاد کند، به اشتباه اقدامات راجو را به عنوان تلاش برای کشتن مالی تفسیر می‌کند و پیش از فرار با او به او ضربه می‌زند.
ماه‌ها بعد، بیم، که با مالی به هاتراس فرار کرده بود، توسط مقامات استعماری تحت تعقیب قرار دارد؛ او به سختی از افشاگری خودداری می‌کند زمانی که سیتا، نامزد راجو، سربازان را با ادعای وجود یک آبله بومی به عنوان بهانه دفع می‌کند. او که از هویت بیم آگاه نیست، اهداف واقعی و ضد استعماری راجو و اعدام قریب‌الوقوع او را فاش می‌کند. بیم پس از فهمیدن حماقت خود، سرافکنده شده، قول می‌دهد که او را نجات دهد. او با کمک جنیِ دلسوز به پادگانی که راجو در آن بازداشت شده‌است نفوذ می‌کند و او را آزاد می‌کند. با شکست دادن آن‌ها، این زوج به جنگلی در نزدیکی عقب‌نشینی می‌کنند، جایی که سربازان بیشتری را با استفاده از کمان بلندی که از زیارتگاه راما گرفته شده بود، از بین می‌برند.
پس از درگیری با اسکات، این زوج یک موتور سیکلت شعله‌ور را به داخل مهمات پادگان پرتاب می‌کنند که در نتیجه مشتعل می‌شود. انفجار بعدی بسیاری از اعضای شرکت اسکات از جمله کاترین را می‌کشد. راجو پس از دستگیری یک اسکات مجروح، او را با یک تفنگ انگلیسی اعدام می‌کند و اهداف مربوطه خود را برآورده می‌کند. آنها متعاقباً انباری از تسلیحات اسکات را می‌دزدند و بعداً با سیتا و جنی متحد می‌شوند.

## بازیگران
- ان.تی راما رائو جونیور در نقش کومارام بیم [en]: یک رهبر قبیله گوند از تلانگانا که در مقابل نظام حیدرآباد برای آزادی ایالت حیدرآباد جنگید
- رام چاران در نقش آ. راما راجو [en]
یک رهبر انقلابی از آندرا پرادش که مبارزات مسلحانه ای را علیه راج بریتانیا انجام داد
  - وارون بودادف در نقش آلوری سیتاراما راجوی جوان
- اجی دیوگن در نقش ونکاتا راما راجو، پدر راما راجو
- آلیا بات در نقش سیتا، دختر عمو و نامزد راما راجو
  - اسپاندان چاتورودی در نقش سیتای جوان
- شریا سارن در نقش ساروجینی، مادر راما راجو
- ساموتیراکانی در نقش ونکاتسوارولو
- ری استیونسون در نقش فرماندار اسکات باکستون
- آلیسون دودی در نقش کاترین باکستون
- اولیویا موریس در نقش جنیفر «جنی»، شخص مورد علاقه بهیم
- چتراپاتی سخار در نقش جانگو، دوست بهیم
- ماکاراند دشپانده در نقش پدانا، دوست بهیم
- راجیو کانکالا در نقش ونکات آوادانی مشاور ویژه نظام
- راهول راماکریشنا در نقش لاچو
- ادوارد سوننبلیک در نقش ادوارد
- احمرین انجم در نقش لوکی، مادر مالی
- توینکل شارما در نقش مالی
- چکری در نقش چینا، برادر راما راجو
- س. س. راجامولی در نقش خودش در آهنگ «Etthara Jenda» (حضور ویژه)

## بازخورد
آرآرآر با تحسین جهانی منتقدان هندی و غربی روبرو شد. ستایش برای فیلمنامه و کارگردانی آن توسط راجامولی، سکانس‌های اکشن غم‌انگیز، شخصیت‌پردازی، اجرای بازیگران اصلی و شماره‌های موسیقی آن بود. در وبگاه جمع‌آوری نقد راتن تومیتوز، ٪۹۳ از ۶۷ بررسی منتقدان مثبت است و میانگینِ امتیاز آن ۸٫۲/۱۰ است. اجماع این وبگاه چنین می‌نویسد: «آرآرآر به طرز سرمست‌کننده‌ای در اوج، تمام توقف‌های لازم را انجام می‌دهد تا حداکثر استفاده را از زمان اجرای ۱۸۷ دقیقه‌ای خود ببرد.» این فیلم در متاکریتیک که از میانگین وزنی استفاده می‌کند، بر اساس نظر ۱۶ منتقدین امتیاز ۸۳ از ۱۰۰ را کسب کرده که نشان‌گر «تحسین همگانی» است. در ژوئن ۲۰۲۲، این فیلم در فهرست «۱۰۰ بهترین فیلم ۳ ساعته یا بیشتر» از راتن تومیتوز در رتبه ۸۶ جهانی قرار گرفت و سومین فیلم هندی شد که پس از باج (۱۲) و دارودسته‌های واسیپور (۶۶) در این فهرست قرار گرفته‌است. یواس‌ای تودی در ژوئن همان سال این فیلم را در فهرست «بهترین فیلم‌های سال ۲۰۲۲ تاکنون» رتبه نخست قرار داد.